# Osmundacidites
Genre
Osmundacidites est un genre fossile de plantes de l'ordre des Polypodiales ayant vécu il y a entre 5 et 260 Ma.

## Liste des espèces
Selon GBIF (23 février 2025) :
- † Osmundacidites ciliatus Sah, 1967
- † Osmundacidites comaumensis Balme, 1957
- † Osmundacidites dizii Volkheimer, 1972
- † Osmundacidites dubius Burger, 1980
- † Osmundacidites formosus Sah & Jain, 1965
- † Osmundacidites indicus Singh et al., 1964
- † Osmundacidites kutchensis Sah & Kar, 1964
- † Osmundacidites microgranifer Sah & Jain, 1965
- † Osmundacidites minor Jaramillo & Dilcher, 2001
- † Osmundacidites minutus Sah & Jain, 1965
- † Osmundacidites mollis Dettman, 1963
- † Osmundacidites panchetensis Kar, 1970
- † Osmundacidites senectus Balme, 1963
- † Osmundacidites wellmani Couper, 1953
- † Osmundacidites wellmannii Reyre, 1973

## Systématique
Le nom correct complet (avec auteur) de ce taxon est Osmundacidites R.A.Couper (d), 1953, et dont l'espèce type est Osmundacidites wellmani,.

### Publication originale
- (en) R. A. Couper, « Upper Mesozoic and Cainozoic Spores and Pollen Grains from New Zealand », Palaeontological Bulletin, Nouvelle-Zélande, vol. 22,‎ 1953, p. 1-72 (ISSN 0078-8589).